# Flugplatz Haßfurt-Schweinfurt

i7
i11
i13
Der Flugplatz Haßfurt-Schweinfurt (ICAO-Code: EDQT) ist ein Verkehrslandeplatz in der Nähe von Haßfurt und Schweinfurt.

## Geographie

### Lage

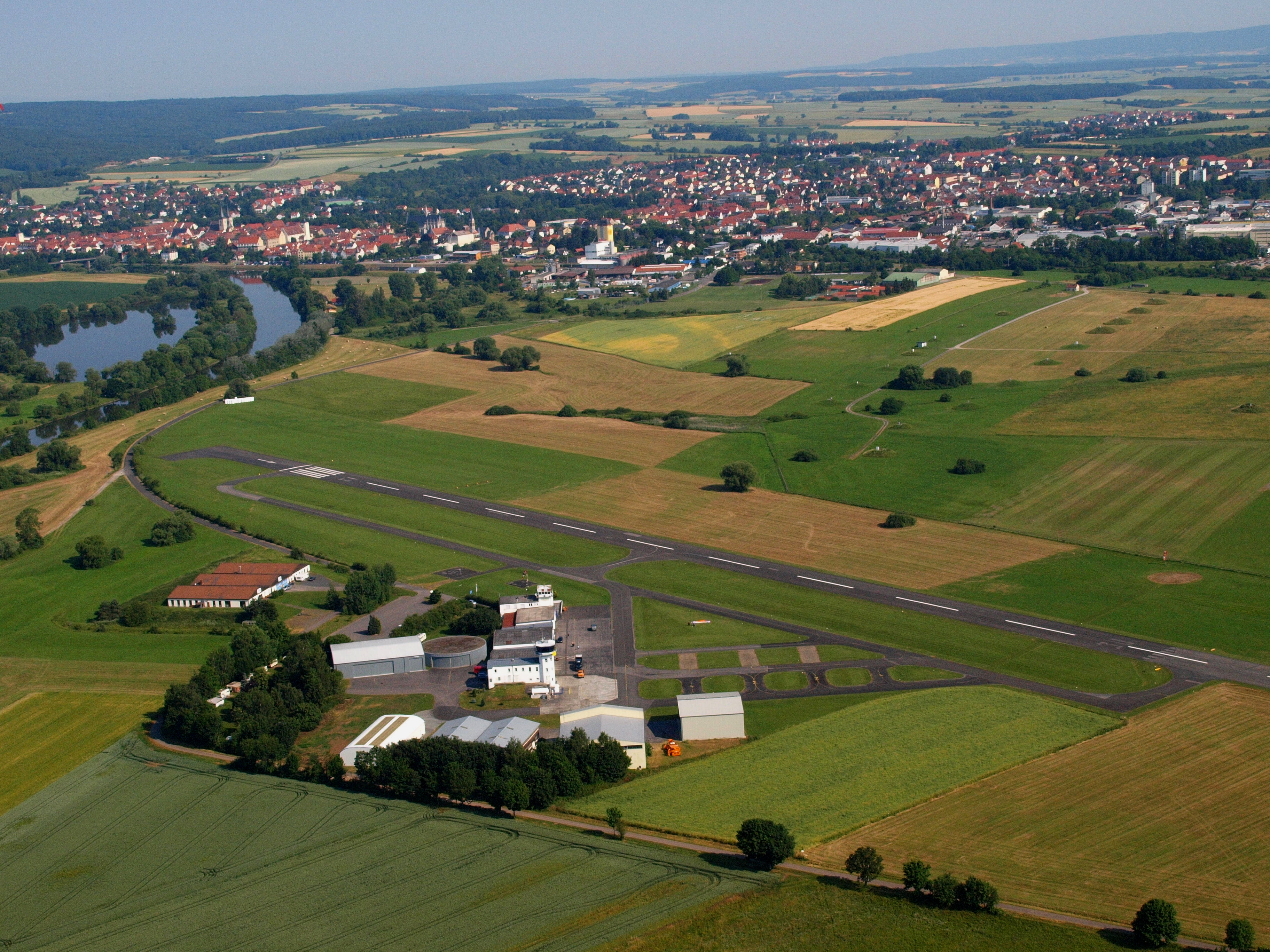
Blick über den Flugplatz auf Haßfurt, links der Main

Der Flugplatz liegt zwischen Schweinfurt (21 km westlich) und Bamberg (30 km ostsüdöstlich, jeweils Luftlinie zum Stadtzentrum). Der Flugplatz liegt zwei Kilometer südöstlich des historischen Ortskernes von Haßfurt, im Flurstück Eichelsee, auf einer Höhe von 219 m ü. NN. Unmittelbar südwestlich fließt der Main, nördlich verläuft die Bahnlinie Bamberg–Schweinfurt. Nordwestlich des Flugplatzes liegt der Hafen Haßfurt, nördlich das Haßfurter Industriegebiet, nordöstlich Kleinaugsfeld und östlich Augsfeld.

### Naturraum
In der Umgegend des Flugplatzes befinden sich im Maintal auch mehrere Naturschutzgebiete und Seen. Naturräumlich steigt das Gelände nördlich zu den Hassbergen hin auf und südlich zum Steigerwald.

## Geschichte
Im Jahr 1956 wurde ein Landeplatz mit einer Grasbahn von 450 Meter Länge eröffnet und in den folgenden Jahrzehnten vom Motorflugclub Haßfurt genutzt und ausgebaut. Im Jahr 1968 hatte der Verkehrslandeplatz eine Start- und Landebahn für Flugzeuge mit Abmessungen von 550 Meter Länge und 50 Meter Breite. Im Jahr 1977 erfolgte die Verlängerung der Start- und Landebahn auf 1100 Meter und deren Asphaltierung auf der kompletten Länge, bei einer Breite von 20 Metern. Im Jahr 1992 wurde der Verkehrslandeplatz Haßfurt in eine öffentliche Trägerschaft übernommen und zwischen Oktober 1994 und Juni 1997 für 2,9 Millionen Euro ausgebaut.
Seit 19. September 2013 ist der Flugplatz für den Instrumentenflugbetrieb (RMZ) zugelassen. Dazu musste unter anderem ein Wildschutzzaun rund um das Gelände errichtet werden, die Landebahn um 3 Meter verbreitert und um 57 Meter verkürzt werden, um eine Straße nicht verlegen zu müssen. Die gesamten Maßnahmen kosteten 918.000 Euro.
Seit 2021 ist die Stadt Schweinfurt nicht mehr als Gesellschafter am Flugplatz beteiligt.

## Statistik
| Betriebsjahr | Flugbewegungen | Betriebskostenzuschuss | weitere Subventionen und öffentliche Gelder |
| ------------ | -------------- | ---------------------- | ------------------------------------------- |
| bis 2002     |                |                        | 4.200.000 €                                 |
| 2003         |                | 75.000 €               |                                             |
| 2004         |                | 75.000 €               |                                             |
| 2005         |                | 75.000 €               |                                             |
| 2006         |                | 75.000 €               |                                             |
| 2007         |                | 75.000 €               |                                             |
| 2008         |                | 75.000 €               |                                             |
| 2009         |                | 75.000 €               |                                             |
| 2010         | 14.488         | 75.000 €               |                                             |
| 2011         | 17.766         | 75.000 €               |                                             |
| 2012         | 15.264         | 75.000 €               |                                             |
| 2013         |                | 75.000 €               | 918.000 €                                   |
| 2014         |                | 75.000 €               |                                             |
| 2015         | 15.654         | 75.000 €               |                                             |
| 2016         | 14.068         | 75.000 €               |                                             |
| 2017         | 12.100         | 75.000 €               |                                             |
| 2018         | 14.784         | 75.000 €               |                                             |
| 2019         | 12.361         | 150.000 €              |                                             |
| 2020         | 10.435         | 150.000 €              |                                             |
| 2020         |                | 150.000 €              |                                             |

## Flugplatz und Ausstattung

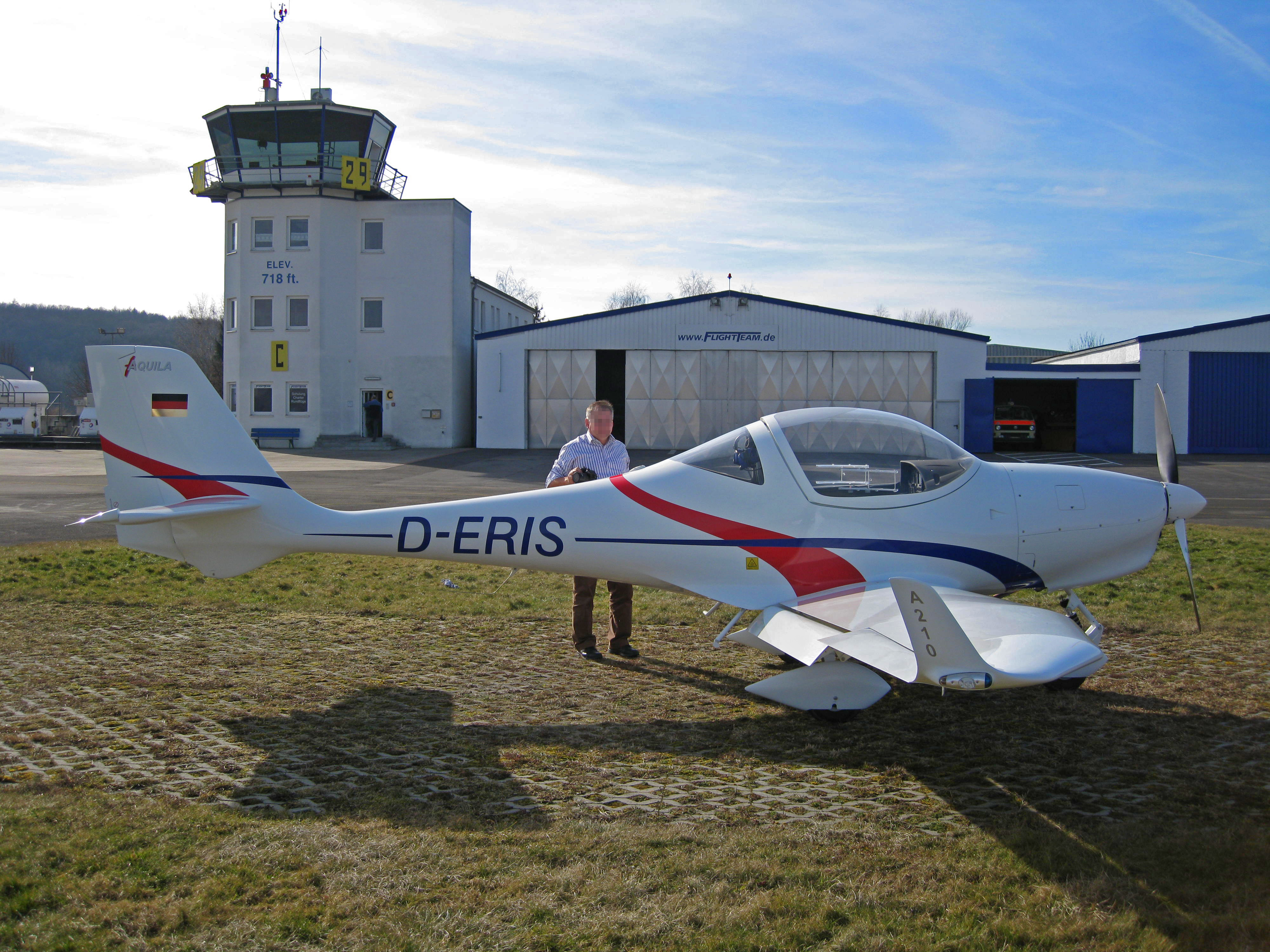
Tower und Hangars 2008

Der Flugplatz ist zugelassen für Luftfahrzeuge aller Art bis 5700 kg Höchstabfluggewicht (MTOW) nach Instrumentenflugregeln und von 8:00 (Winter 9:00) bis 18:00 (Winter bis Sonnenuntergang) geöffnet. In den übrigen Zeiten ist eine Landung nur nach vorheriger Anmeldung möglich (PPR). Eine Zollabfertigung ist werktags nach vorheriger Anmeldung vor Ort möglich.
Der Flugplatz verfügt über mehrere Wirtschaftsgebäude, einen Tower (Frequenz 119,805 MHz), Hangars, ein Restaurant und eine Tankstelle mit Ölservice. Für Ausflüge in das Umland können Fahrräder ausgeliehen werden.

## Zwischenfälle
- Im Mai 1985 flog ein Flugzeug beim Landeanflug auf Haßfurt bei schlechtem Wetter im Sichtflug in einen Berghang, wobei beide Insassen ums Leben kamen.[6]
- Am 11. März 1991 verunglückte ein zweimotoriges Reiseflugzeug vom Typ Cessna 402-B beim Landeanflug auf EDQT bei schlechtem Wetter. Sechs der sieben Personen an Bord überlebten den Absturz nicht.[7][8]
- Mitte Januar 2007 stürzte ein auf EDMV gestartetes Ultraleichtflugzeug nach nur wenigen Kilometern bei Augsfeld am Main in eine Agrarfläche und brannte dort aus, wobei der Pilot tödlich verletzt wurde.[9]
- Am 15. Juli 2013 kam ein Ultraleichtflugzeug nach dem Start in Haßfurt zu einem Rundflug bei böigem Wind ins Trudeln und stürzte in der Folge in den Sichelsee. Während sich der Pilot und sein Fluggast schwimmend retten konnten, wurde das Fluggerät total beschädigt.[10]
- Am 9. April 2018 kollidierte ein Bundeswehrhubschrauber vom Typ Sikorsky CH-53 bei einer Zwischenlandung mit Tankstopp auf EDQT während des Rollens mit den Rotorblätter an dem Tower. Der Kontrollturm und der Helikopter wurden hierdurch schwer beschädigt, wobei eine Person durch herumfliegende Trümmerteile getötet wurde.[11][12][13]

## Verkehr
Gemeindestraßen erschließen den Flugplatz über die Staatsstraße St 2427 zu der südlich verlaufenden Bundesautobahn 70 (E 48) hin. Im unmittelbar nordwestlich gelegenen Hafen Haßfurt besteht ein Anschluss an die Binnenschifffahrt. Der ÖPNV bedient den Flugplatz nicht direkt, jedoch kann in Haßfurt oder Zeil am Main die Bahnstrecke Bamberg–Schweinfurt genutzt werden.

## Sonstiges
- Im Film Das Sams von Ben Verbong (2001) wurde die Szene, in der das Sams von Herrn Taschenbier in eine Antonow An-2 gesetzt wird, am Flugplatz Haßfurt-Schweinfurt gedreht.
- Die Landebahn wird gelegentlich von Studenten des Vereins Mainfranken Racing e. V. der Fachhochschule Schweinfurt als Übungsstrecke der selbst konstruierten Rennwagen genutzt.
- Neben dem Pkw-Parkplatz steht eine Lockheed F-104 G „Starfighter“ der Luftwaffe. Diese gehört zum  am Platz niedergelassenen Motorflugclub Haßfurt e. V. (MFC Haßfurt e. V.).